# Telefonkatalogen i Sverige

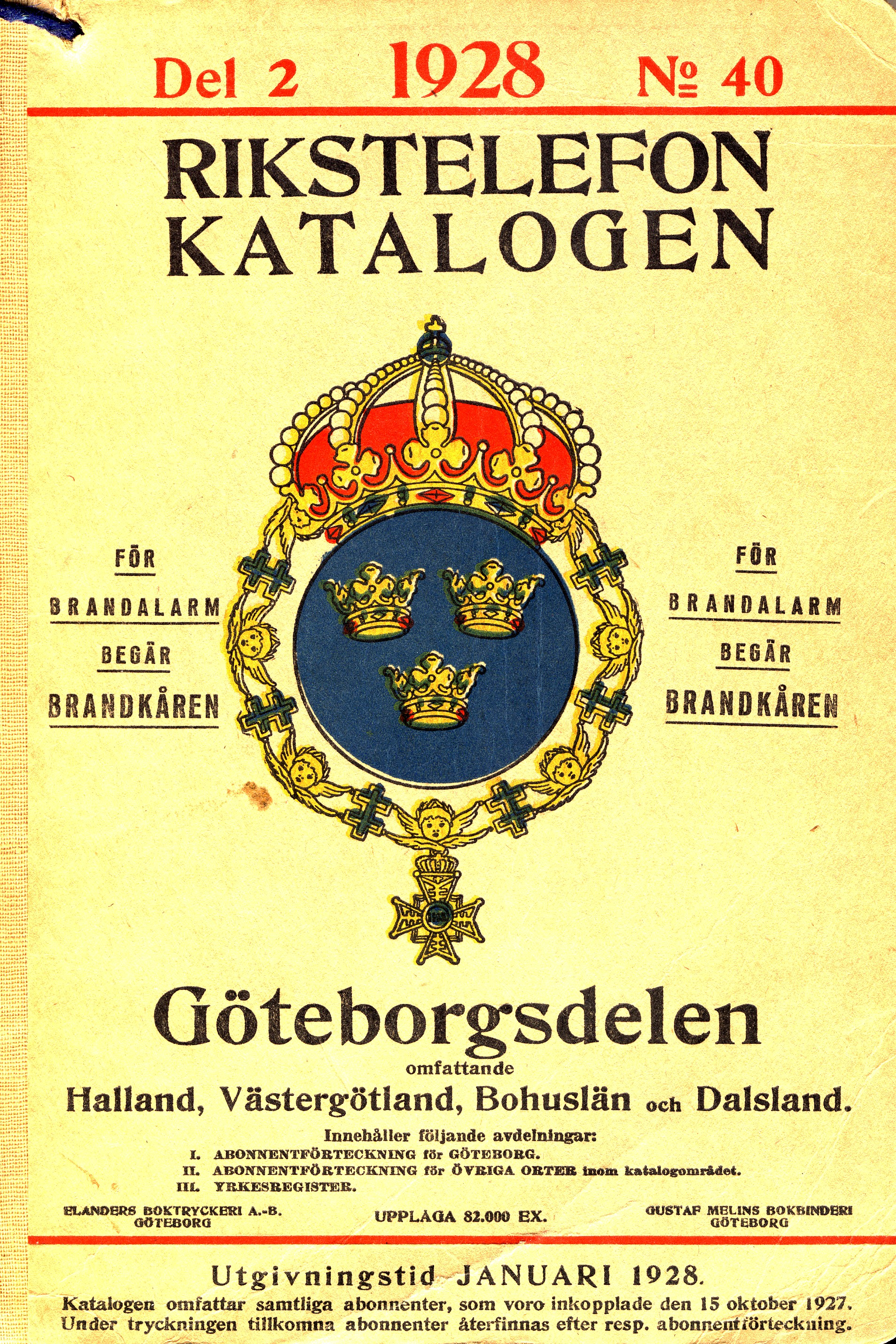
Svensk telefonkatalog: Göteborg del 2, 1928

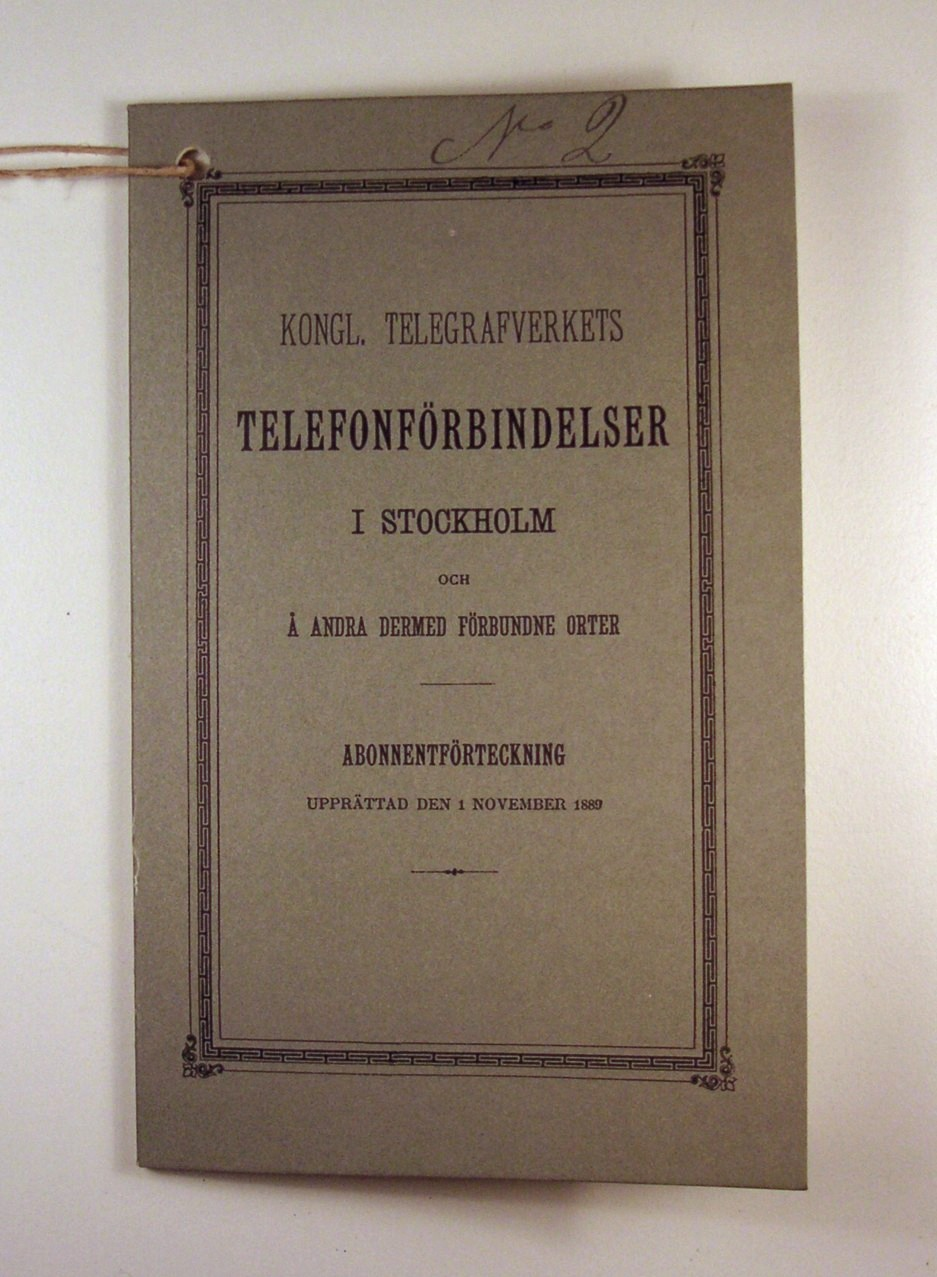
Kungliga Telegrafverkets telefonkatalog, utgiven november 1889.

Tryckta telefonkataloger i Sverige har förekommit sedan 1880 och innan dess fanns tryckta adresskalendrar. Sedan dess har det funnits en mängd olika katalogföretag och utgåvor, men det är i allmänhet Televerkets (sedermera Telias och Eniros) rikstäckande telefonkatalog som åsyftas när man i Sverige talat om "telefonkatalogen". År 2016 utkom de sista tryckta telefonkatalogerna i Sverige. På slutet fanns två större aktörer på den svenska telefonkatalogmarknaden: Eniro, som grundades när Televerket sålde ut sin katalogverksamhet i slutet av 1990-talet, och Lokaldelen som fokuserade på det lokala kontaktnätet.

## Historik
Telefonen patenterades 1876 av Alexander Graham Bell och redan 1877 fanns telefon i Sverige. I början krävdes uppkoppling med namnanrop hos telefonist. Det var först när antalet abonnenter växte och telefonnummer infördes, som behovet av telefonkataloger uppstod. Den första svenska tryckta telefonkatalogen publicerades 1880 av Stockholms Telefonförening och omfattade deras 156 medlemmar. De första katalogerna hade adresskalendrar som förebild vilket förekommit i större utsträckning i Sverige sedan mitten av 1800-talet. 1889 gav Kungliga Telegrafverket ut sin första telefonkatalog, som hette "Telefonförbindelser i Stockholm och å andra därmed förbundne orter", som omfattade 320 abonnenter, och bestod av ett grått häfte på 14 sidor. Redan i november samma år hade den vuxit till 32 sidor och 188 stockholmsnummer. Flottans station hade telefonnummer 1, Riksbanken hade telefonnummer 27 och Aftonbladets redaktion nummer 104. Stockholms slott hade nio ledningar, varav kungen förfogade över en dubbelledning med telefonnummer 30 och 54.
År 1903 delades Telegrafverkets katalog upp i sex delar och med den förändrade formgivningen minskade sidantalet. Del tre omfattade då alla abonnenter i Västsverige. Telegrafverket tidiga kataloger hade ett heraldiska lejon tillsammans med riksvapnet på omslaget men 1911 byttes detta ut mot ett omslag med lilla riksvapnet, krönt med en krona och omgärdat av Serafimerordens kedja. Från och med år 1908 lät Televerket trycka telefonkatalogen på nystartade Elanders tryckeri i Göteborg, och bindningen utfördes hos Gustaf Melins AB. Elanders fortsatte att trycka katalogen fram till 2007 då företaget ombildades till Kungsbacka Graphic AB som tog över uppdraget. Katalogutgåvan 1909 omfattade 2 000 sidor och gavs ut i 260 000 exemplar. 1918 köpte Svenska staten Stockholms Allmänna Telefon AB, tidigare Stockholms Telefonförening, och 1916 slogs de båda telenätens kataloger samman till en. 1921 infördes de första annonserna i Telegrafverkets katalog och de första tätortskartorna kom 1930. År 1935 delades katalogen upp i nio delar, och under första världskriget delades den upp i än fler, som tillsammans med mindre typsnitt minskade åtgången av papper, vilket var ransonerat under kriget. År 1938 fick Telegrafverkets kataloger en ny formgivning med en stiliserad version av svenska riksvapnet som användes fram till 1966. Omslaget var formgivet av konstnären Akke Kumlien.
Det fristående katalogföretaget Lokaldelen grundades på 1940-talet och har sedan dess fokuserat på lokala kontaktnät. År 1951 hade Telegrafverket katalog 25 delar varav Stockholmsabonnenterna fyllde tre av dessa. 1953 infördes därför en mindre stilgrad för att spara utrymme. Samma år bytte Kungliga Telegrafverket namn till Televerket. På 1950-talet infördes sektionen Om kriget kommer i slutet av samtliga delar och denna information återfinns i katalogen fram till 1980-talet.
År 1967 genomgick Televerkets telefonkatalog stora förändringar vilket bland annat innebar att formgivaren Herbert Lindgren utformade ett nytt omslag, nu med Televerkets logotyp skapat av Carl-Axel Acking.

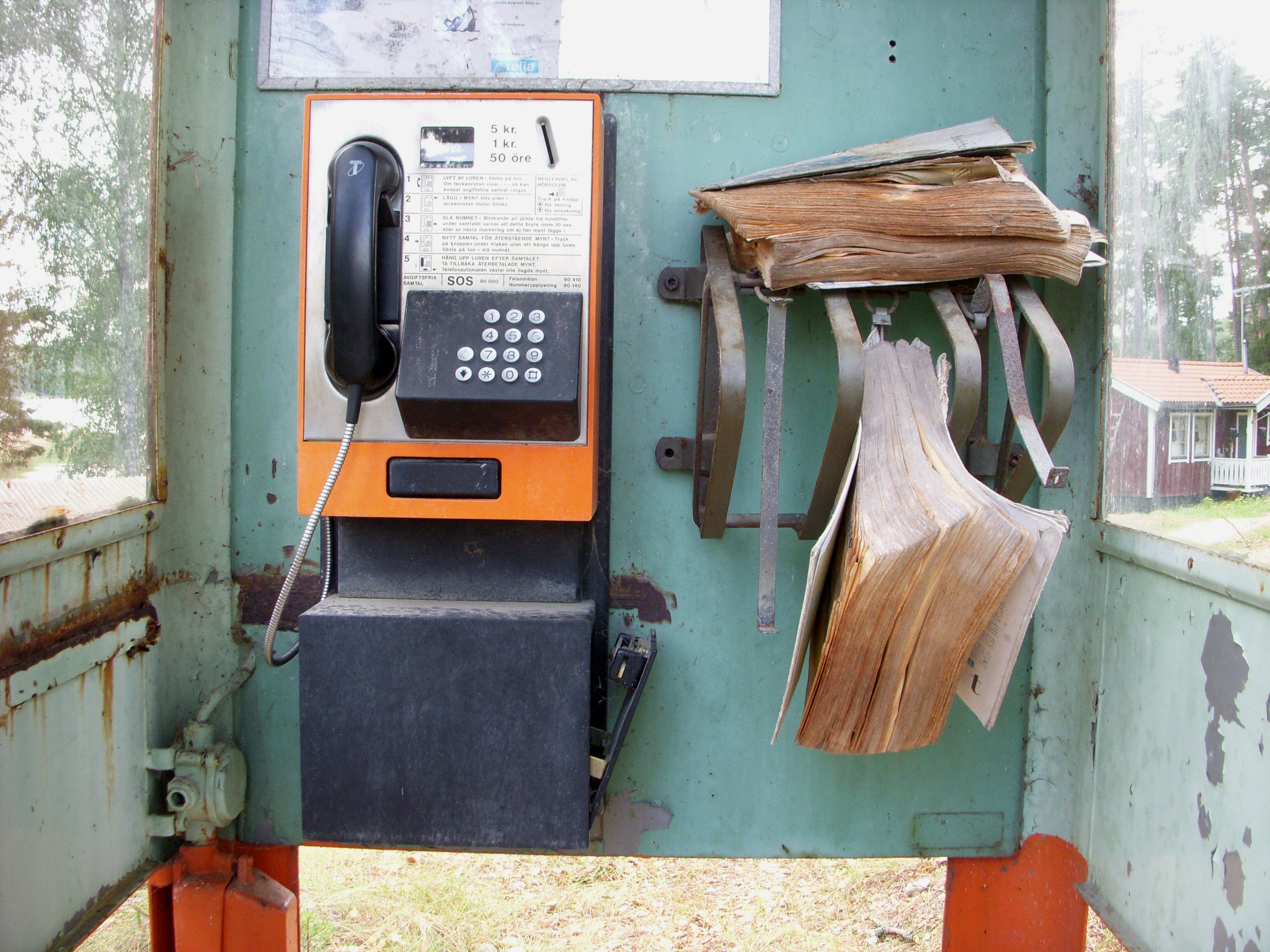
En ej komplett uppsättning telefonkataloger för Stockholmsområdet (08) i en telefonkiosk 2010. Bilden visar en för tiden ovanligt förekommande, äldre offentlig telefon med endast myntinkast.

Fram till 1972 hade abonnenter med samma efternamn sorterats efter titel men över en treårsperiod förändrades detta i de olika delarna, vilket skedde samtidigt som Televerket införde datorer för sättningen av katalogen, och samtidigt byttes typsnitt. År 1977 byttes omslagsdesignen igen. Tidigare hade katalogerna gått i grått, blått, brunt och grönt men nu fylls omslagen med barnteckningar, vilket användes fram till 1985.
Branschförteckningen Gula Sidorna lanserades av Televerket i Sverige 1978 i samarbete med det amerikanska företaget ITT, men Televerket övertog själv verksamheten 1984. Det fristående katalogföretaget Din Del köptes 1986 upp av Televerket. Samma år lanserades företagskatalogen Emfas. Åren 1987-1991 infördes färgade sidor även för den alfabetiska företagsdelen (rosa), kommuninformation (grön), hälsovård (blå) samt kartor och postnummerförteckning (röd). År 1988 bestod Televerkets telefonkatalog av 34 delar, i 28 regioner. År 1992 bjöds ett antal konstnärer in att formge omslagen till Televerkets telefonkatalog och framförallt Dan Wolgers bidrag (som var i Stockholms-delen) väckte uppmärksamhet då det bestod av hans namn och telefonnummer.
År 1993 avskaffades telefonimonopolet och därmed bolagiserades Televerket till Telia. År 1996 lanserades telefonkatalogen på Internet och 1998 på CD-ROM med tre utgåvor per år. År 2000 avknoppades katalogverksamheten till bolaget Eniro som blev den sista större aktören på den svenska telefonkatalogmarknaden, tillsammans med Lokaldelen.

## Utfasning
Från 2012 fasade Eniro gradvis ut de tryckta persondelarna av telefonkatalogen, med början i de tre största städerna.
Gula Sidorna fanns, förutom på internet, i tryckt form fram till tredje kvartalet 2014. Den producerades för samtliga hushåll och företag inom en region och utgjorde i Stockholms-, Göteborgs- och Malmöregionerna separata delar av telefonkatalogen med gula omslag.
Under 2016 upphörde Eniro med utgivningen av lokaltelefonkatalogen Din Del.